# José Beltrão
José Gil de Gouveia Beltrão (Lisboa, 1905-Lisboa, 1948) fue un jinete portugués que compitió en la modalidad de salto ecuestre. Participó en los Juegos Olímpicos de Berlín 1936, obteniendo una medalla de bronce en la prueba por equipos.

## Palmarés internacional
| Juegos Olímpicos | Juegos Olímpicos  | Juegos Olímpicos  | Juegos Olímpicos |
| Año              | Lugar             | Medalla           | Categoría        |
| ---------------- | ----------------- | ----------------- | ---------------- |
| 1936             | Berlín (Alemania) | Medalla de bronce | Por equipos      |